# Super Bomberman R
Super Bomberman R is een computerspel ontwikkeld door Konami en HexaDrive en uitgegeven door Konami voor de Switch, PlayStation 4, Xbox One en Windows. Het actiespel verscheen als lanceertitel voor de Nintendo Switch op 3 maart 2017. Voor de andere platforms kwam het in de VS uit op 12 juni 2018 en in Europa op 14 juni 2018.
Een spin-off kwam op 1 september 2020 beschikbaar onder de titel Super Bomberman R Online voor Google Stadia. Het spel verscheen een jaar later op 27 mei 2021 ook voor PlayStation 4, Xbox One, Switch en Steam. Het online spel werd beëindigd op 1 december 2022.
Een vervolgdeel, Super Bomberman R2, verscheen in september 2023 voor meerdere platforms als onderdeel van het 40-jarig bestaan van de Bomberman-franchise.

## Plot
Keizer Buggler weet vijf robots weer tot leven te wekken en verkondigt het tegen elke uitdager te willen opnemen.
Ondertussen ontdekken de heldhaftige Bomberman Brothers dat Buggler in het geheim een zwart gat heeft gecreëerd om het universum en alle planeten te vernietigen.
De Bomberman Brothers moeten nu alles in het werk stellen om Bugglers kwaadaardige plannen te stoppen.

## Gameplay
Spelers bewegen zich door een tweedimensionale omgeving en moeten bommen plaatsen in het veld om hun tegenstanders te verslaan. Het spel bevat een verhaalmodus die 50 levels beslaat en ondersteunt een co-op-modus voor twee spelers.
De Battle-modus omvat in totaal 19 levels. Naast de klassieke arena biedt het ook een arena met meerdere niveaus met springplanken, ijspatronen en verplaatsbare blokken.
Naast de acht Bomberman Brothers en de Five Dastardly Bombers bevat Super Bomberman R ook enkele nieuwe personages gebaseerd op andere Konami-titels, zoals Dracula Bomber, Vic Viper Bomber en Goemon Bomber. In totaal zijn er 27 personages, elk met speciale vaardigheden.

## Ontvangst
| Recensiescore             | Recensiescore                 |
| Recensieverzamelaar       | Score                         |
| ------------------------- | ----------------------------- |
| Metacritic                | 67% (PS4) 63% (XOne) 62% (NS) |
| Publicist                 | Score                         |
| Destructoid               | 7                             |
| Electronic Gaming Monthly | 7,5                           |
| Game Informer             | 5                             |
| GameSpot                  | 7                             |
| IGN                       | 6,2                           |
| Nintendo Life             | 8                             |

Super Bomberman R ontving gemengde recensies. Men prees het grafische gedeelte en de gameplay voor meerdere spelers. Kritiek was er op de weinig vernieuwende gameplay.
Op Metacritic, een recensieverzamelaar, heeft het spel een gemiddelde score van 64%.